# Apaxco
Apaxco (Apatzco in lingua nahuatl) è un comune dello stato del Messico, il cui capoluogo è la località di Apaxco de Ocampo.
Apaxco è un centro industriale commerciale e di servizi molto importante nel nord di stato.